# Corsomyza eremobia
Corsomyza eremobia är en tvåvingeart som beskrevs av Hesse 1938. Corsomyza eremobia ingår i släktet Corsomyza och familjen svävflugor. Inga underarter finns listade i Catalogue of Life.